# Eksteenfontein
Eksteenfontein is een kleine nederzetting gelegen in de gemeente Richtersveld in het gelijknamige landschappark (Nationaal park Richtersveld), die op haar beurt gelegen is in de Zuid-Afrikaanse provincie Noord-Kaap. Het dorpje is gelegen aan een riviertje met de naam "Stinkfontein" en wordt omringd door bergen. De meeste inwoners werken bij de mijnen in de buurt van Alexanderbaai en Kleinzee. Buiten het dorp wonen de nomadische Namaboeren in hun traditionele matjieshuise.  
In het dorp is het kantoor van het "Richtersveldbeschermingscommittee" (Richtersveld Gemeenskapbewaringsgeied). Het landschap van Richtersveld is in 2007 door de UNESCO tot werelderfgoed verklaard. Dit heeft het toerisme en daarmee de lokale economie erg bevorderd. In het plaatsje zijn verder een museum, school, bibliotheek, crèche en postagentschap aanwezig, maar er zijn geen winkels, benzinestation of geldautomaat.  

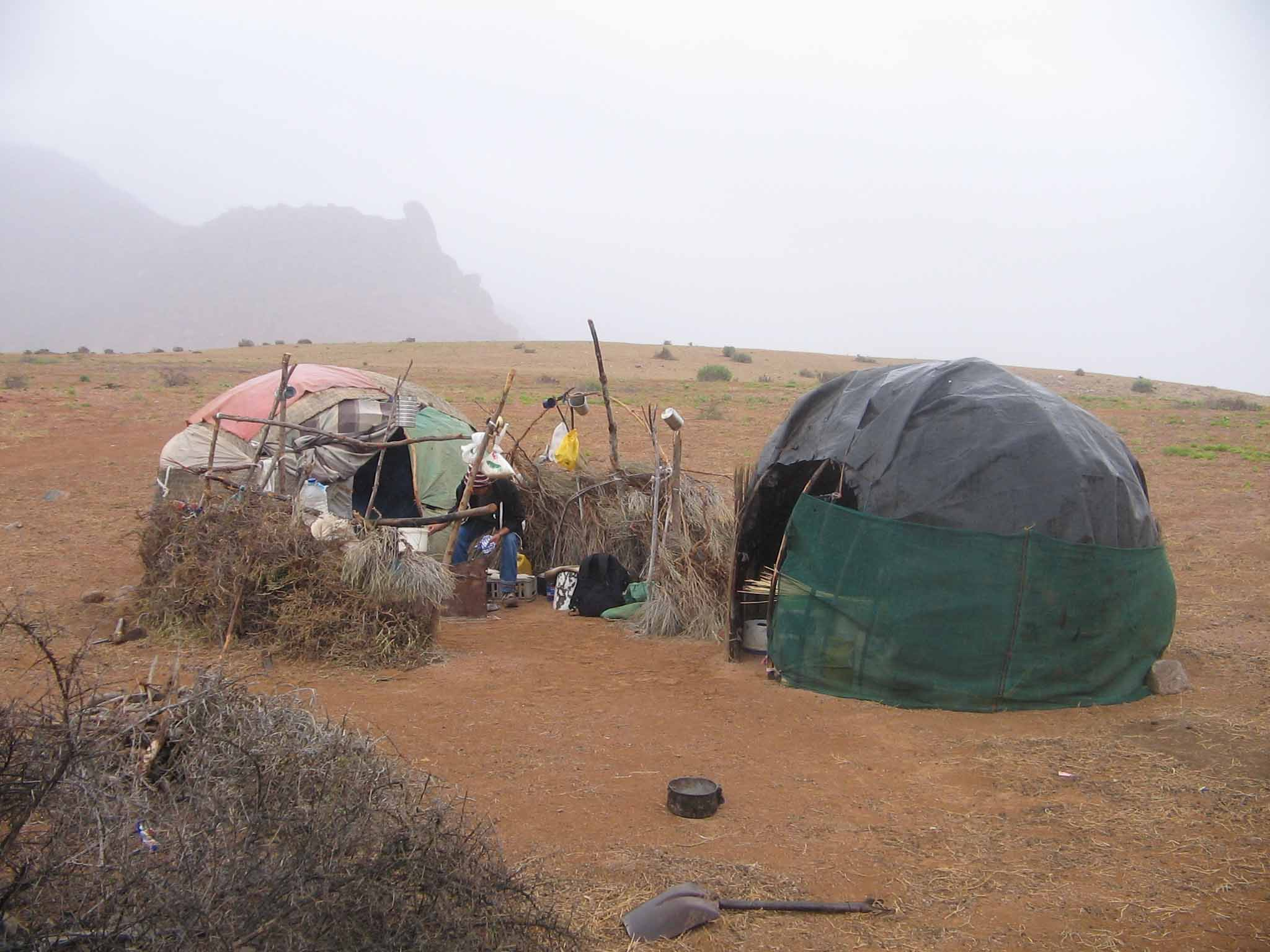
Hutten van de Nama

## Geschiedenis
De inwoners van Eksteenfontein zijn voornamelijk nakomelingen van de 68 Bosluis Bastersgezinnen die rond 1950 gedwongen moesten verhuizen uit het voornamelijk "blanke" landbouwgebied in de buurt van Pofadder. Onder leiding van Ds. Eksteen hebben de Basters, mensen van gemengd afkomst, zich hier gevestigd als gevolg van de Groepsgebiedenwet. De naam van het plaatsje was oorspronkelijk "Stinkfontein", maar werd later, ter ere van de eerwaarde Ds. Eeksteen, veranderd in "Eksteenfontein". Hij heeft de Basters namelijk veel geholpen om een nieuwe woonplaats te vinden.

## Natuur en Nationaal park Richtersveld
Richtersveld is een zeer dun bevolkte gebied dat grenst aan Namibië. Het wordt in het noorden begrensd door de Oranjerivier en in het westen door de Atlantische Oceaan. Slechts enkele honderden mensen leven in het bergachtige noordoosten van het gebied. Het noordelijkste deel van de gemeente wordt gevormd door het Nationaal park Richtersveld, dat sinds 2003 samen met Namibië als transnationaal park wordt bestuurd. Ten zuiden van dit nationale park bevindt zich het gebied dat sinds 2000 onder de naam Richtersveld Community Conservancy bescherming geniet en is in 2007 door de UNESCO erkend als werelderfgoed. Aan de grenzen van het gebied liggen de dorpen Kuboes, Lekkersing en Eksteenfontein. Het eigendom van zowel het nationale park als van de Community Conservancy ligt bij een Community Property Association van de daar levende Nama en Bosluis-Basters.